# Afşar-Talsperre
Die Afşar-Talsperre (türkisch Afşar Barajı) liegt am Alaşehir Çayı, einem linken Nebenfluss des Gediz, 13 km südöstlich der Stadt Alaşehir in der westtürkischen Provinz Manisa. 
Die Talsperre wurde in den Jahren 1973–1977 zur Bewässerung und zum Hochwasserschutz errichtet.
Der Erdschüttdamm hat eine Höhe von 43,5 m über Talsohle und besitzt ein Volumen von 3,5 Mio. m³. 
Der zugehörige Stausee bedeckt bei Normalstau eine Fläche von 5,7 km² und verfügt über einen Speicherraum von 72 Mio. m³.
Die Talsperre dient der Bewässerung einer Fläche von 13.500 ha.